# Distretto di Zag
Il distretto di Zag è uno dei venti distretti (sum) in cui è suddivisa la provincia di Bajanhongor, in Mongolia. Conta una popolazione di 2.264 abitanti (censimento 2006). 